# 上原多香子
上原 多香子（うえはら たかこ、1983年1月14日 - ）は、日本の歌手、女優、元タレント。SPEEDのメンバー。化粧品販売会社『REVI』認定講師。沖縄県島尻郡豊見城村（現・豊見城市）出身。

## 来歴
- 1996年8月、アイドルグループ・SPEEDのメンバー（ダンス・コーラス担当）としてデビュー。
- 1999年
  - 3月、河村隆一のプロデュースによりシングル「my first love」でソロデビュー[注 1]。オリコンチャートで1位を獲得し、50万枚を超えるセールスを記録。
  - 10月公開の映画『ドリームメーカー』のヒロインにも抜擢され、この映画で主演の辺土名一茶（ISSA）と共に、第23回日本アカデミー賞の新人俳優賞を受賞した。
- 2000年3月31日、SPEEDを一度解散。
- 2001年
  - 春より"資生堂・プラウディア"のCMモデルを8期連続（計4年、最多・最長記録）で務めた。
  - 10月、SPEEDを一日限定で再結成。 同月、所属レコード会社をトイズファクトリーからSONIC GROOVEへ移籍。
- 2003年
  - 1月、写真集『Vingt Takako（ヴァン タカコ）』を発売。20歳の誕生日を記念して発売されたこの写真集では、草むらの中で全裸で寝そべるカットがある。
  - 4月、SPEEDの2度目の再結成を発表。年内限定での活動で、夏以降はグループ活動をメインで行った。
  - 9月から2004年3月（2003年度下半期）にNHKの連続テレビ小説『てるてる家族』では、女優いしだあゆみをモデルにした岩田夏子の役を演じ、いしだ本人（クラブの専属歌手役）との共演も実現した。
- 2004年9月頃から2009年11月頃にかけて自身のエイベックス公式サイトにて日記（ブログ）を書いていた。
- 2005年10月、『リトル・ショップ・オブ・ホラーズ』（共演：山本耕史・小堺一機 他）で舞台に初出演。
- 2006年9月、『ちいさこべ 〜若棟梁と九人の子』で時代劇に初出演。
- 2007年
  - 3月、ソロ名義での初のベストアルバム『départ〜takako uehara single collection〜』をリリース。
  - 10月26日、音声・動画ブログ「オリーブパン」をスタート（現在は削除）。
- 2008年8月31日、日本テレビの『24時間テレビ31』にSPEEDとして出演し、3度目の再結成。なお、この再結成でSPEEDは完全復活。
- 2009年、公式ファンクラブ「ピンクPEACE」が、グループの再結成に伴い新設されたグループ公式ファンクラブ「SPEED WAY」に統合された。
- 2011年
  - 3月31日、Twitter公式アカウントを開設。
  - 11月公開の映画『恋谷橋 La Vallee de l'amour』で映画初主演を務めた。
- 2012年
  - 3月9日、ET-KINGのMC・TENNと婚約したと公式サイトおよび自身のブログで発表した[6][7]。
  - 8月23日、結婚。8月24日にブログで発表した[8]。
- 2014年9月25日、夫・TENNが自殺[9]。
- 2015年10月、舞台『くちづけ』で芸能活動を再開[10]。
- 2017年8月、亡夫・TENN氏の遺族が女性週刊誌上で故人の遺書を公開し[11]、上原と中国系日本人俳優との不倫が報じられる[12]。
- 2018年10月10日、演出家のコウカズヤ氏（元超新塾のDRAGONタカヤマ）と2度目の結婚。妊娠中であることを、コウがSNSで報告[13]。同年12月17日に第1子となる男児を出産。
- 2020年10月11日、自身のSNSにて著名な庭師・ガーデンデザイナーである石原和幸氏への弟子入りを発表[14]。
  - 12月、出演を予定していた石原氏主催のガーデンイベントを上原が一方的にドタキャンしたなどと週刊誌で報じられる[15]。
- 2022年1月、女性週刊誌などで第2子となる女児[16]の出産を報じられる[17]。
  - 7月13日、舞台『GOHCAGO～御加護～』に日替わりゲストとして出演[18][19][20]。
  - 8月27日、自身のSNSにてセカンドキャリアとして美容家に転身する事を発表[21][22]。
  - 10月2日、『沖縄アクターズスクール大復活祭 ～本土復帰50周年記念～』（沖縄コンベンションセンター）に出演した[23]。
  - 10月3日、化粧品販売会社『REVI』沖縄店オープンのテープカットに参加[24][25]。
  - 10月4日、活動拠点を2023年1月より地元である沖縄に戻すことを自身のInstagramにて報告した[26][27]。『REVI』のイベントに参加したり[28]、沖縄店のスタッフとして勤務する[29]。
- 2023年1月、沖縄に移住。『REVI』スタッフとして勤務していたが[30][31][32][33]、7月以降のスケジュールは未定と報じられる[34]。
  - 7月6日、2度目の不倫が報じられた[35]。

## 人物
- "マリーン"として"リンダ"（=新垣仁絵）と「乙女心」というユニットを組んでいる。
- 以前は自ら進んで前に出ることはほとんどなかったが、2008年のSPEED再結成以降はライブなどでMCを務める機会が増えた。
- 好きなアーティストはビートルズ、YUKI（元JUDY AND MARY）、Mr.Childrenなど。
- シモンという犬を飼っており、愛称は「シモンさん」。
- 阪神タイガースの大ファン。

## ディスコグラフィ
- 収録曲、タイアップ等の詳細は各項目を参照

### シングル
|      | タイトル                 | 発売日         | レーベル           | 規格品番   | 備考            |
| ---- | ------------------------ | -------------- | ------------------ | ---------- | --------------- |
| 1st  | my first love            | 1999年3月25日  | トイズファクトリー | TFCC-87025 | 廃盤            |
| 2nd  | Come close to me         | 1999年9月29日  | トイズファクトリー | TFCC-87041 | 廃盤            |
| 3rd  | my greatest memories     | 2000年4月19日  | トイズファクトリー | TFCC-87057 | 廃盤            |
| 4th  | SWEET DREAMS             | 2001年4月18日  | トイズファクトリー | TFCC-87085 | 廃盤            |
| 5th  | Kiss you 情熱            | 2002年3月13日  | SONIC GROOVE       | AVCD-16018 | -               |
| 6th  | GLORY-君がいるから-      | 2002年5月22日  | SONIC GROOVE       | AVCD-16021 | CCCD            |
| 7th  | Air                      | 2002年9月19日  | SONIC GROOVE       | AVCD-16024 | CCCD            |
| 8th  | Make-up Shadow           | 2003年3月12日  | SONIC GROOVE       | AVCD-16028 | CCCD            |
| 9th  | ブルー・ライト・ヨコハマ | 2004年2月25日  | SONIC GROOVE       | AVCD-16047 | CCCD            |
| 10th | Galaxy Legend/Ladybug    | 2004年10月20日 | SONIC GROOVE       | AVCD-16052 | セル盤:CD-DA    |
| 10th | Galaxy Legend/Ladybug    | 2004年10月20日 | SONIC GROOVE       | AVCX-16052 | レンタル盤:CCCD |

### アルバム
|        | タイトル                                  | 発売日        | レーベル           | 規格品番   | 備考                          |
| ------ | ----------------------------------------- | ------------- | ------------------ | ---------- | ----------------------------- |
| 1st    | first wing                                | 2000年7月26日 | トイズファクトリー | TFCC-88163 | 廃盤                          |
| 2nd    | pupa                                      | 2003年3月26日 | SONIC GROOVE       | AVCD-16035 | 限定盤/フィギュア付/CCCD/廃盤 |
| 2nd    | pupa                                      | 2003年3月26日 | SONIC GROOVE       | AVCD-16036 | 通常盤/CCCD                   |
| ベスト | départ〜takako uehara single collection〜 | 2007年3月14日 | SONIC GROOVE       | AVCD-16119 | DVD付                         |
| ベスト | départ〜takako uehara single collection〜 | 2007年3月14日 | SONIC GROOVE       | AVCD-16120 | CDのみ                        |

### DVD・ビデオ
|     | タイトル                                                | 発売日        | レーベル            | 規格品番   | 備考     |
| --- | ------------------------------------------------------- | ------------- | ------------------- | ---------- | -------- |
| 1st | MY FIRST WING                                           | 2000年9月27日 | トイズファクトリー  | TFVQ-68052 | VHS/廃盤 |
| 2nd | TAKAKO UEHARA ON REEL - CLIPS&MORE                      | 2003年3月19日 | SONIC GROOVE        | AVBD-16033 | DVD      |
| -   | 上原多香子 トルコ ベリーダンス ベリーダンスの心にふれる | 2010年2月25日 | NHKエンタープライズ | TNA-48     | DVD      |

## 書籍

### 雑誌
- CD HITS!連載「上原多香子のTAKALIFE」（2002年）
- steady.連載「TAKAKO's steady」（2006年 - ）

### 写真集
|     | タイトル     | 発売日         | 出版元         | ISBN               | 備考                         |
| --- | ------------ | -------------- | -------------- | ------------------ | ---------------------------- |
| 1st | 17           | 2000年10月25日 | ワニブックス   | ISBN 4847025830    | 撮影:藤代冥砂                |
| 2nd | Vingt Takako | 2003年1月14日  | ワニブックス   | ISBN 4847027485    | 撮影:藤代冥砂                |
| -   | Car Girl     | 2004年5月1日   | ベストセラーズ | ISBN 9784584170946 | 撮影:篠山紀信/オムニバス作品 |
| 3rd | Veintitres   | 2006年2月14日  | ワニブックス   | ISBN 484702916X    | 撮影:舞山秀一/DVD付          |

### ブログ集・フォトエッセイ
- ゆんたく日記（2006年8月28日、イーストプレス）ISBN 487257687X

## 出演イベント
ライブ
- 2006年
  - 8月 まつりつくば2006（茨城県つくば市）
- 2007年
  - 3月 ベストアルバム発売記念イベント（サンシャイン60）
  - 5月 広島フラワーフェスティバル
  - 9月 さいたま新都心cocoon3周年記念イベント
- 2022年
  - 10月2日 沖縄アクターズスクール大復活祭 ～本土復帰50周年記念～（沖縄コンベンションセンター）

その他出演イベント
- 2005年
  - 7月 社会を明るくする会（六本木）
- 2007年
  - 3月3日 神戸コレクション（神戸ファッションマート）
- 2008年
  - 7月26日・27日 TOKYO WEDDING COLLECTION 2008

## 出演

### テレビドラマ
- 蘇える金狼（1999年4月17日 - 6月26日、日本テレビ） - 茂義有梨沙 役（ヒロイン）
- ナースのお仕事3「第20話」（2000年8月22日、フジテレビ） - 早坂由香里 役※ゲスト出演
- 新宿暴走救急隊（2000年10月14日 - 12月16日、日本テレビ） - 轟麻里 役（ヒロイン）
- ビューティ7（2001年7月4日 - 9月12日、日本テレビ） - 町田あかり 役
- ナースマン（2002年1月19日 - 3月23日、日本テレビ） - 里中茜 役※友情出演
  - ドラマスペシャル ナースマン（2004年4月6日、日本テレビ） - 里中茜 役
- てるてる家族（2003年9月29日 - 2004年3月27日、NHK総合 連続テレビ小説） - 岩田夏子（次女）役
- 東京ワンダーホテル（2004年4月7日 - 11月12日、日本テレビ） - 花岡ツバキ 役（ヒロイン）
  - 東京ワンダーツアーズ（2005年9月 - 2006年3月）
- 君が想い出になる前に「第3話」（2004年7月20日、フジテレビ） - 人気アーティスト・堤エリカ 役※ゲスト出演
- 星野仙一物語 〜亡き妻へ贈る言葉（2005年1月2日、TBS新春ドラマ特別企画） - 星野佳織（次女）役
- 恋のから騒ぎ 〜Love StoriesII〜「ひきこもる女」（2005年9月21日、日本テレビ系） - 主演
- ちいさこべ 〜若棟梁と九人の子（2006年9月7日 - 10月5日・NHK総合木曜時代劇） - りつ 役（ヒロイン）
- 足りない生活（2007年7月、VISION FACTORY）※携帯ドラマ
- 6番目のプロフィール（2007年11月、VISION FACTORY）※携帯ドラマ公式サイト
- FIVE STORIES in IKSPIARI「ネコみみ」（2007年12月、VISION FACTORY）※携帯ドラマ
- 252 生存者あり episode.ZERO（2008年12月5日、日本テレビ） - 水城マナ 役
- 逃亡者 PLAN B （2010年、KBS2（韓国）） - キエコ 役
- BS時代劇 テンペスト（2011年7月17日 - 9月18日、NHK BSプレミアム） - 真美那 役
- SP〜警視庁警護課IIドラマスペシャル（2012年3月3日、テレビ朝日） - 鷲尾華子 役
- ビター・ブラッド〜最悪で最強の親子刑事〜 第7話（2014年5月27日、フジテレビ） - 佐藤真琴 役※ゲスト出演
- 月曜名作劇場 駅弁刑事・神保徳之助10（2016年5月2日、TBS） - 胡桃沢靖枝 役
- 警視庁捜査一課9係 season11 第8話（2016年5月25日、テレビ朝日） - 林麗美 役※ゲスト出演
- 山女日記〜女たちは頂きを目指して〜 第1・2話（2016年11月6日 - 13日、NHK BSプレミアム） - 芝田由美 役※ゲスト出演
- 増山超能力師事務所　第4話（2017年1月26日、読売テレビ） - 石野公子 役※ゲスト出演
- 司法教官・穂高美子6（2017年10月1日、テレビ朝日） - 橋本めぐみ 役
- 浅見光彦シリーズ (フジテレビのテレビドラマ)53（2018年3月29日） - 寺沢詩織 役

### 映画
- アンドロメディア（1998年7月11日公開、松竹系） - リカ 役　※主演：SPEED
- ドリームメーカー（1999年10月23日公開、東映系） - 重田美希 役（ヒロイン）
- ナースのお仕事 ザ・ムービー（2002年5月11日公開、東宝系） - 早坂由香里 役
- デジモンフロンティア 古代デジモン復活!（2002年7月公開、東映系） - ダルクモン 役（声の出演）
- 劇場版ポケットモンスター アドバンスジェネレーション 裂空の訪問者 デオキシス（2004年7月17日公開、東宝系） - ユウコ 役（声の出演）
- ジャイブ 海風に吹かれて（2009年6月6日公開） - 川原麻衣子 役
- 夢のまにまに（2008年10月18日公開） - 若き日の木室ミエコ 役
- 恋谷橋 La Vallee de l'amour（2011年11月公開、パル企画） - 島田朋子 役（主演）

### 舞台
- リトル・ショップ・オブ・ホラーズ（2005年11月 - 12月、青山劇場ほか） - オードリー役（ヒロイン）
- ウェディング・シンガー - ジュリア（ヒロイン）役
  - 初演（2008年2月6日 - 2月28日、日生劇場）
  - 再演（2011年3月6日 - 3月29日、日生劇場／2011年4月1日 - 4月4日、梅田芸術劇場／2011年4月8日 - 4月10日、中日劇場／2011年4月13日、山梨県立県民文化ホール／2011年4月17日、福岡市民会館／2011年4月19日、大分県立総合文化センター／2011年4月26日、日本青年館）
- くちづけ（2015年10月）[10]
- ミュージカル『TARO URASHIMA』（2016年8月 明治座） - 乙姫 役[36]
- 音楽喜劇「のど自慢」〜上を向いて歩こう〜（2017年6月 - 8月、東京国際フォーラム ホールC 他） - 立花景子 役
- GOHCAGO～御加護～（2022年7月13日、キンケロ・シアター） - 罪人 役

### バラエティ
- 沖縄んアイドル（琉球放送） - 司会

他多数

### ドキュメンタリー
- ハイビジョン特集「上原多香子 トルコ ベリーダンスの心にふれる」（2009年9月13日、NHK-BSハイビジョン）[37]
- 『歴史秘話ヒストリア』第175回「「春はあけぼの」の秘密〜清少納言　悲しき愛の物語〜」（2014年4月2日、NHK総合）清少納言役ならびにナレーション[38]

### CM
- ハウス食品
  - 「紅茶のゼリー」
  - 「ククレカレー」
  - 「ハウスのカレー」
  - 「なめらかチーズケーキ」
- NTTドコモ
  - 「i-mode」シリーズ
- NEC「FOMA N902i」（NEC社製）
- 明治製菓（現：明治）
  - 「チェルシー」
  - 「ガルボ」
  - 「マカダミアナッツ」
  - 「ミルクチョコレート」
- 資生堂
  - 化粧品「プラウディア」
  - ヘアケアブランド「TSUBAKI（ツバキ）」
- カネボウヘアケアシャンプー「海のうるおい藻」
- ポッカ清涼飲料水「水・レモン・きれい」
- 国内信販「KCカード」
- 富士フイルム「ファインピックス」
- ダンロップ「デジタイヤ」
- 佐川急便
- ファミリーマート「包み仕立て弁当」
- 日本コカ・コーラ「爽健美茶」
- サントリー「蜜梅」（2011年）

### ラジオ
- TOKYO FM「上原多香子のクローストゥユー」

### PV
- ワン・リーホン『心・跳』

### ゲーム
- ロストオデッセイ - サラ・シスラート 役

## 受賞歴
- 第23回「日本アカデミー賞」新人俳優賞（2000年3月）
- 第13回「日本ジュエリーベストドレッサー賞」10代部門（2002年1月）
- ミス・ブリリアント2002（2002年11月）